# Le Dernier des nôtres
Le Dernier des nôtres est un roman d'Adélaïde de Clermont-Tonnerre paru le 17 août 2016 aux éditions Grasset et ayant reçu la même année en août le premier prix « Filigranes », puis le prix des Lauriers Verts du roman à La Forêt des livres le 28 août, et le grand prix du roman de l'Académie française le 27 octobre.

## Résumé
L'histoire commence par un coup de foudre à Manhattan en 1969. Le narrateur, Werner Zilch, est un jeune homme d'affaires ambitieux et un séducteur impénitent, de 24 ans, jusqu'à ce qu'il tombe éperdument amoureux de Rebecca Lynch. Cette dernière est une artiste peintre fréquentant le milieu du pop art new-yorkais, et son père est à la tête de l'une des plus grosses fortunes des États-Unis. Werner et Rebecca vivent une passion orageuse, d'autant plus menacée que de lourds secrets familiaux se révèlent à l'occasion de leur rencontre. Le récit de Werner alterne avec des chapitres relatant l'histoire de sa famille, d'abord en Allemagne à la fin de la Seconde Guerre mondiale, puis aux États-Unis, à la suite de l'opération Paperclip, d'abord à Fort Bliss (Texas). 
Adopté très jeune par un couple américain, le riche Werner recherche alors, à l'aide de cinq ou six détectives privés, l'identité de ses parents biologiques. Il apprend ainsi que sa mère est morte en lui donnant la vie lors du bombardement de Dresde. Quant à son père, il a participé à la conception des missiles V2. Jusqu'à quel point ce brillant ingénieur s'est-il compromis dans les exactions commises par le régime nazi ? A-t-il un lien avec les terribles souffrances endurées par la mère de Rebecca ? L'avenir des deux amants dépend de ce qu'ils vont découvrir…

## Réception critique
Marie Daoudal apprécie un « début prometteur » avec la description de la jeunesse américaine des années 1970 à travers des personnages attachants, opposée à l'histoire dramatique de la génération précédente en Allemagne dans les dernières années du troisième Reich. Mais elle regrette que le développement de l'intrigue soit trop manichéen, avec des caractères simplistes typés jusqu'à la caricature. L'accumulation de coïncidences improbables rend l'histoire encore moins crédible. C'est d'autant plus dommage que le style d'écriture est « impeccable » et que l'auteure soulève de graves questions sur l'inné et l'acquis ou le devoir de mémoire, par exemple. Comme de nombreux autres critiques, Marc Lambron qualifie ce roman de page-turner. Il remarque qu'il est rare qu'un roman français adopte un tel style « pulp » de feuilleton à l'américaine  et il admire l'habileté de la romancière à « calibrer » un produit voué à un grand succès populaire. Thierry Gandillot considère que le style de l'ouvrage vise plus l'efficacité que l'inventivité, et que les « ficelles » de l'intrigue « sont un peu grosses ». Sylvie Koneski estime que « la partie new-yorkaise ressemble (un peu trop) à un conte de fées moderne » et abuse des superlatifs pour raconter cette « love story » (et la référence explicite au film homonyme, scénario de Erich Segal, se trouve p. 385). Elle a par contre apprécié l'arrière-plan historique qui relie les deux familles. Les jurées du 48e grand prix des lectrices de Elle ont exprimé des avis divergents sur ce roman, allant du très négatif (par exemple, Sylvie Bassaget : « style pauvre », « scénario rocambolesque », « grande scène finale légèrement grandguignolesque », « manque d'empathie et de connaissance sur la seconde guerre mondiale », « personnages caricaturaux ») au très élogieux (par exemple, Mélodie Bernal : « écriture fluide », « intrigue passionnante et très bien menée », « grande habileté  » dans la description des sentiments amoureux, « contexte historique précis et réaliste »).
En août 2016, le roman est couronné du premier prix « Filigranes », puis, en octobre, du grand prix du roman de l'Académie française .

## Éditions et traductions
- Éditions Grasset[8], 2016  (ISBN 978-2-246-86189-8)
- Le Livre de poche[9], 2017
- France Loisirs, 2017  (ISBN 978-2-298-12973-1)

Traductions
- (en) The Last of Our Kind, Hodder & Stoughton, 2018[10],[11]
- (es) El último de los nuestros, Roca Editorial, 2018[12]
- (it) L'ultimo di noi, Sperling & Kupfer, 2018[13]
- (pl) Ostatni z naszych, éditions Sonia Draga, 2018 (trad. Elżbieta Janota)  (ISBN 978-83-8110-316-9)[14]